# Peggy Nash
Peggy Nash, née le 28 juin 1951 à Toronto, est une femme politique canadienne. Elle a été députée à la Chambre des communes du Canada, représentant la circonscription ontarienne de Parkdale—High Park de l'élection fédérale de 2006 à 2008 et de 2011 à 2015 sous la bannière du Nouveau Parti démocratique.

## Biographie
Avant son élection, Nash a longtemps été l'assistante de Buzz Hargrove, président du syndicat des Travailleurs canadiens de l'automobile.
Le 26 mai 2011, elle est nommée porte-parole de l'opposition officielle du Canada pour les finances.
Le 28 octobre 2011, elle annonce sa candidature à l'élection à la direction du Nouveau Parti démocratique. Elle a terminé au quatrième rang lors du deuxième tour de scrutin, ce qui l'a éliminée de la course. En avril 2012, elle a été reconduite dans ses fonctions de porte-parole des finances du NPD.
Lors des élections générales de 2015, elle a été défaite par Arif Virani du Parti libéral du Canada.